# Levante Almeriense
El Levante Almeriense es una comarca española situada en la parte oriental de la provincia de Almería. Este territorio limita con las comarcas almerienses de Los Vélez al noroeste, el Valle del Almanzora al oeste, los Filabres-Tabernas al suroeste, y la Metropolitana de Almería al sur, así como con la comarca murciana del Alto Guadalentín al norte. Tiene salida al mar Mediterráneo al este.
Está formada por trece municipios, de los cuales el más poblado y extenso es Huércal-Overa; por el contrario, el municipio con menor número de habitantes es Bédar, y el de menor superficie es Garrucha. Su capital tradicional e histórica es la villa de Huércal-Overa.
Como el resto de las comarcas almerienses, solo está reconocida a nivel geográfico pero no a nivel político.

## Municipios
La comarca está conformada por los siguientes municipios:
|                      | Municipio            | Superficie   | Población (2020) | Densidad          | Ayto. (2020) | Pedanías |
| -------------------- | -------------------- | ------------ | ---------------- | ----------------- | ------------ | --- |
| Antas                | Antas                | 99,01 km²    | 3.315 hab.       | 33,48 hab./km²    | PSOE         | Aljáriz, El Cabecico, La Fuente Abad, La Huerta, Jauro, Los Llanos del Mayor, El Real y El Salmerón |
| Bédar                | Bédar                | 46,69 km²    | 984 hab.         | 21,07 hab./km²    | PSOE         | El Albarico, El Campico, Los Giles, Los Matreros, El Pinar, Los Pinos y La Serena |
| Carboneras           | Carboneras           | 95,46 km²    | 8.105 hab.       | 84,90 hab./km²    | PSOE         | La Arboleja, El Argamasón, Los Berneses, Cañada de Don Rodrigo, El Cañarico, El Cigarrón, La Cueva del Pájaro, El Cumbrero, Fazahalí, Gafares, La Islica, El Llano de Don Antonio, La Meseta Alta, El Molino de la Junta, Los Olivicos, Los Patricios, La Rellana de la Cruz, El Saltador Alto, El Saltador Bajo, La Serrata, Los Vicentes y El Viento |
| Cuevas del Almanzora | Cuevas del Almanzora | 263,93 km²   | 14.455 hab.      | 54,76 hab./km²    | PSOE         | La Algarrobina, El Alhanchete, Aljarilla, Arnilla, El Arteal, La Ballabona, Burjulú, Cala Panizo, El Calguerín, El Calón, Canalejas, Cañada de Lorca, Cirera, Cuatro Higueras, Cunas, Las Cupillas, Desert Spring Golf, Era Alta, Los Guiraos, Grima, Guazamara, Las Herrerías, Jucainí, El Largo, Los Lobos, El Martinete, El Molino del Tarahal, El Morro, La Mulería, Las Orillas, Palomares, Los Perdigones, Los Pinares, Pocos Bollos, La Portilla, El Pozo del Esparto, Puente Jaula, El Realengo, La Rioja, Las Rozas, El Rulador, Los Silos, El Tomillar, Villaricos y El Vizcaíno |
| Los Gallardos        | Los Gallardos        | 34,91 km²    | 2.902 hab.       | 83,13 hab./km²    | Cs           | Alfaix, Almocáizar, Los Collados, Huerta Nueva y La Perulaca |
| Garrucha             | Garrucha             | 7,68 km²     | 9.520 hab.       | 1.239,58 hab./km² | PSOE         | |
| Huércal-Overa        | Huércal-Overa        | 318,22 km²   | 19.432 hab.      | 61,06 hab./km²    | PP           | Abejuela, Almajalejo, La Atalaya, Los Ballestas, Los Carmonas, Los Cayetanos, El Chorreador, La Concepción, La Fuensanta, Fuente Amarga, Gacía, Los Gibaos, Gibiley, Góñar, El Gor, La Hoya, Las Labores, La Loma, Los López, Los Menas, Las Minas, Molineta, Los Navarros, Las Norias, La Parata, Los Pedregales, Pedro García, La Perulera, Las Piedras, El Pilar, El Puertecico, Rambla Grande, Ruchete, El Saltador, San Francisco, Santa Bárbara, Santa María de Nieva y Úrcal |
| Lubrín               | Lubrín               | 138,13 km²   | 1.449 hab.       | 10,49 hab./km²    | PSOE         | Alameda, La Breña, El Campico de las Moletas, Los Cazamínchez, El Chive, Los Dioses, El Fonte, La Fuemblanquilla, Los Herreras, Los Jarales, Jauro, Los Juancebadas, El Madroño, El Marchal, Los Marquesados, La Noria, Los Papaos, El Pilar, Los Pinos, El Pocico, La Rambla Aljibe, La Rambla Honda, El Sacristán, El Saetí y El Tranco |
| Mojácar              | Mojácar              | 71,54 km²    | 6.778 hab.       | 94,74 hab./km²    | PP           | Agua Enmedio, La Alcantarilla, Las Alparatas, Las Cuartillas, Cueva Negra, Los Gurullos, Lotazar, Macenas, Marina de la Torre, Mícar, Mojácar Playa, La Parata, El Sopalmo, Venta de los Ángeles-Rumina y Ventanicas-El Cantal |
| Pulpí                | Pulpí                | 94,55 km²    | 10.358 hab.      | 109,55 hab./km²   | PP           | Los Aznares, Barrio Mortero, Benzal, Los Campoys, Los Canos, Los Caparroses, El Cocón, El Convoy, La Estación, La Fuente, La Herradura, Los Jurados, El Molino, Pilar de Jaravía, Los Pinares, Pozo del Esparto, Pozo de la Higuera, San Juan de Terreros y Los Soleres |
| Sorbas               | Sorbas               | 249,16 km²   | 2.436 hab.       | 9,78 hab./km²     | PP           | Los Alamillos, Los Alías, Los Andreses, El Barranco de los Lobos, Campico de Honor, Cariatiz, Los Castaños, Cinta Blanca, La Cumbre, El Fonte, Gacía Alto, Gacía Bajo, Gafares, Gafarillos, Garrido, Góchar, Herradura, La Herrería, La Huelga, Los Loberos, Los Mañas, Los Martínez, El Mayordomo, La Mela, Mizala, Los Molinos, Los Mónicos, Moras, Peñas Negras, Los Perales, El Pilar, El Puntal, Quijiliana, Los Ramos, Los Risas, La Rondeña, La Tejica, Urra y Varguicas |
| Turre                | Turre                | 107,96 km²   | 3.781 hab.       | 35,02 hab./km²    | IU           | Cabrera, La Carrasca, La Fuente del Royo, El Grande y Los Moralicos |
| Vera                 | Vera                 | 58,11 km²    | 16.996 hab.      | 292,48 hab./km²   | PP           | Cabuzana, Las Marinas, Media Legua, Pueblo Salinas, Puerto Rey, Valle del Este y Vera-Playa |
|                      | TOTAL                | 1.585,35 km² | 100.511 hab.     | 63,40 hab./km²    |              | |